# Leochilus
Leochilus – rodzaj roślin z rodziny storczykowatych (Orchidaceae). Obejmuje 12 gatunków występujących w Ameryce Środkowej i Południowej w takich krajach jak: Belize, Brazylia, Kolumbia, Kostaryka, Kuba, Dominikana, Ekwador, Gwatemala, Haiti, Honduras, Jamajka, Meksyk, Nikaragua, Panama, Portoryko, Trynidad i Tobago, Wenezuela, Leeward Islands, Windward Islands, stan Floryda w Stanach Zjednoczonych.

## Systematyka
Rodzaj sklasyfikowany do podplemienia Oncidiinae w plemieniu Cymbidieae, podrodzina epidendronowe (Epidendroideae), rodzina storczykowate (Orchidaceae), rząd szparagowce (Asparagales) w obrębie roślin jednoliściennych.
Wykaz gatunków
- Leochilus carinatus (Knowles & Westc.) Lindl.
- Leochilus crocodiliceps (Rchb.f.) Kraenzl.
- Leochilus hagsateri M.W.Chase
- Leochilus inconspicuus (Kraenzl.) M.W.Chase & N.H.Williams
- Leochilus johnstonii Ames & Correll
- Leochilus labiatus (Sw.) Kuntze
- Leochilus leiboldii Rchb.f.
- Leochilus leochilinus (Rchb.f.) M.W.Chase & N.H.Williams
- Leochilus oncidioides Knowles & Westc.
- Leochilus puertoricensis M.W.Chase
- Leochilus scriptus (Scheidw.) Rchb.f.
- Leochilus tricuspidatus (Rchb.f.) Kraenzl.